# 264165 Poehler
264165 Poehler è un asteroide della fascia principale. Scoperto nel 2010, presenta un'orbita caratterizzata da un semiasse maggiore pari a 3,2274786 UA e da un'eccentricità di 0,0839016, inclinata di 16,22238° rispetto all'eclittica.
L'asteroide è dedicato all'attrice statunitense Amy Poehler.